# Кластер (химия)
В химии, под кластерами понимают группы близко расположенных, связанных между собой атомов, молекул или ионов. Кластеры могут иметь различный состав и пространственную структуру. Примерами кластеров могут служить молекулы фуллеренов или кластеры из атомов бора. Большинство переходных металлов также могут образовывать устойчивые металлические кластеры и кластерные комплексы. Кластеры могут образовывать и одинаковые молекулы, например кластеры молекул воды. 

## История и происхождение термина
Первым синтетическим кластерным соединением, вероятно, является каломель, которая была известна в Индии еще в XII веке, хотя существование связи «металл — металл» в каломели или других соединениях (например, хлорид молибдена(II)) было установлено только в XX веке с развитием рентгеноструктурного анализа.
Термин «кластер» был предложен Ф. А. Коттоном в 1964 году после того, как он описал несколько новых соединений молибдена, содержащих связи «металл-металл». Согласно определению Коттона, кластеры — это группы из нескольких атомов, связанных между собой ковалентными связями или связанными с кластерами атомами неметаллов (лигандами). Типичными лигандами для кластеров переходных металлов являются монооксид углерода, галогенид-ионы, изонитрилы, алкены, фосфины. Кластеры элементов главных подгрупп чаще всего стабилизированы гидрид-ионами.
В настоящее время химия кластеров развивается в нескольких направлениях и термин «кластер» значительно расширил определение, данное Коттоном.